# Dino Monduzzi
Dino Monduzzi (Brisighella, 2 de abril de 1922 - Ciudad del Vaticano, 13 de octubre de 2006) fue un prelado italiano de la Iglesia católica que fue elevado al cardenalato en 1998 por el papa Juan Pablo II.

## Biografía
Nació el 2 de abril de 1922 en Brisighella. Fue ordenado sacerdote por el obispo Giuseppe Battaglia de Faenza el 22 de julio de 1945. Celebró su primera misa al día siguiente, y después terminó sus estudios en la Pontificia Universidad Lateranense de Roma.
Después de la participación en las misiones de la AC, Monduzzi comenzó su trabajo en la Santa Sede a finales de 1950 como un complemento (y más tarde secretario) en la Prefectura de la Casa Pontificia, que entre otras funciones organizaba audiencias papales. En 1961 fue consagrado monseñor. El 18 de diciembre de 1986, Monduzzi fue nombrado prefecto de la casa Pontificia y obispo titular de Capreae, y recibió la consagración episcopal el 6 de enero de 1987 por el papa papa Juan Pablo II, junto a los arzobispos Eduardo Martínez Somalo y José Tomás Sánchez sirviendo como co-consagradores. Como prefecto, Monduzzi fue el responsable de los aspectos no litúrgicos de las ceremonias papales, y las audiencias públicas y privadas del papa. Acompañó a Juan Pablo II en la creación de 130 peregrinaciones pastorales y 268 visitas pastorales a las parroquias romanas.
El 7 de febrero de 1998, se retiró como prefecto de la Casa Pontificia y fue nombrado cardenal diácono de San Sebastiano al Palatino por Juan Pablo II el 21 de febrero de 1998. El cardenal Monduzzi finalmente sucumbió a una enfermedad en curso y murió a 1:00 horas del 13 de octubre de 2006 en la Ciudad del Vaticano. El Papa Benedicto XVI celebró su funeral el 16 de octubre siguiente y sus restos fueron enterrados en su tumba familiar en Brisighella.